# Parallels Desktop for Mac
Parallels Desktop for Mac (преди Parallels Workstation for Mac OS X) на фирмата Parallels е виртуална машина (VM), по точно един Hypervisor за Mac OS X с intel-процесори.
Като основна операционна система (host) се използва Mac OS X. На тази основа могат да се използват различни 32 битови операционни системи за x86 (guest operating systems), като например Windows, Linux, BSD, OS/2 или Solaris/86.
Чрез Drag and drop се позволява размяна на данни между Mac OS X и Windows.
Parallels Desktop може да визуализира пълния комплект на стандартния хардуер, като:
- VGA и SVGA графични карти с VESA 3.0.
- USB-2.0 вкл. уеб камера iSight
- Дънна платка съвместима с Intel-чипсет i815
- 1.44 MB флопи-дисково устройство
- аудио карта съвместима с AC97
- CD и DVD устройства
- Етернет виртуална карта съвместима с Realtek RTL8029(AS)
- 104-клавишна Windows-клавиатура и PS/2-мишка